# Reitstein
Der Reitstein ist ein 1516 m (nach AVF 1515 m) hoher Gipfel im Mangfallgebirge, Bayerische Voralpen, auf der Grenze zwischen Bayern (Gemeinde Kreuth) und Tirol (Gemeinde Achenkirch).

## Topographie
Der Berg liegt in dem sich westlich der Blauberge erstreckenden und im Norden von der Weißach mit der Bundesstraße 307 begrenzten Kamm, der vom Schildenstein (1613 m) nach Westen streicht und sich über das Platteneck (1618 m), den Reitstein, den Reitberg (1455 m) und den Ameiskopf (1302 m) oberhalb der Kaiserwacht an der Achenseestraße fortsetzt.

## Alpinismus
Der Berg, der eine umfassende Aussicht bietet, trägt einen gut erhaltenen Grenzstein aus dem 16. Jahrhundert mit einem Tiroler Adler und den bayerischen Rauten. Auf dem Gipfel steht auch ein Gipfelkreuz. Der Reitstein kann aus dem Achental vom Gasthaus Hagen im Wald auf einem nicht bezeichneten und tlw. schwer auffindbaren Steig über die verfallene Reitbergalm in rund zweieinhalb Stunden erstiegen werden. Vom Achenpass führt ein nicht bezeichneter Steig in rund drei Stunden über die bayrische Reitbergalm auf den Gipfel, ein weiterer von Bayerwald über die Bodigbergalm. Der Übergang zum Platteneck ist steiglos in einer Stunde möglich.